# Pierre Ruby
Pour les articles homonymes, voir Ruby.
Pierre Ruby, né le 4 septembre 1932 à Bron et mort le 27 mai 2023 à Chambray-lès-Tours, est un coureur cycliste français. Il participe à cinq Tours de France.
Professionnel de 1955 à 1964, il remporte onze victoires.

## Palmarès
- Amateur
  - 1950-1953 : 14 victoires
- 1952
  - 2e du Grand Prix de France
- 1954
  - 2e du championnat de France militaires de poursuite
- 1955
  - 2e du Tour de Corrèze
- 1957
  - 3e de Manche-Océan
  - 3e de la Roue d'Or à Daumesnil (avec Jean Graczyk)
- 1958
  - 3e de Manche-Océan
- 1959
  - 3e de Manche-Océan
- 1960
  - 2e de Paris-Camembert
  - 2e des Boucles du Bas-Limousin
  - 2e du Tour de Champagne
  - 2e de l'Étoile du Léon
  - 5e de Milan-San Remo
  - 7e du Tour des Flandres
- 1961
  - Tour de Corrèze
  - 7e de Liège-Bastogne-Liège
  - 9e du Critérium du Dauphiné libéré
- 1962
  - Circuit de la Vienne
  - 2e du Grand Prix du Parisien
  - 3e de la Mi-août bretonne

## Résultats sur les grands tours

### Tour de France
5 participations
- 1955 : 62e
- 1957 : 41e
- 1960 : 53e
- 1961 : hors délais (2e étape)
- 1962 : hors délais (12e étape)

### Tour d'Espagne
1 participation 
- 1959 : abandon (10e étape)